# BG 74 Göttingen
Le BG 74 Göttingen (BG pour Basketballgemeinschaft) est un club allemand de basket-ball issu de la ville de Göttingen. Le club appartient à la première division du championnat allemand.
La section féminine du club évolue elle aussi dans l'élite.

## Historique

Ancien logo

## Palmarès
| Compétitions nationales                                                     | Compétitions internationales               |
| - Championnat d'Allemagne de deuxième division - Champion (1) : 2007, 2014. | - EuroChallenge : - Vainqueur : 2009-2010. |

## Joueurs et personnalités du club

### Entraîneurs successifs
- 1997-2003 :  Vlastibor Klimeš
- 2003-2005 :  John Patrick
- 2005-2006 :  Reza Safaie
- 2006-2011 :  John Patrick
- 2011-2012 :  Michael Meeks
- 2012-2020 :  Johan Roijakkers
- 2020-2023:  Roel Moors
- 2023-:  Olivier Foucart

### Joueurs emblématiques
- Kyle Bailey
- Jason Boone
- Trent Meacham
- Taylor Rochestie